# Anoratha albitibiata
Anoratha albitibiata är en fjärilsart som beskrevs av Alfred Ernest Wileman och Reginald James West 1930.
Anoratha albitibiata ingår i släktet Anoratha och familjen nattflyn. Inga underarter finns listade i Catalogue of Life.